# Tùng Tư
Tùng Tư (chữ Hán giản thể: 松滋市, Hán Việt: Tùng Tư thị) là một thành phố cấp huyện thuộc địa cấp thị Kinh Châu, tỉnh Hồ Bắc, Cộng hòa Nhân dân Trung Hoa. Tùng Tư giáp Nghi Xương về phía tây, Vũ Lăng về phía nam, Trường Giang về phoá bắc. Thành phố Tùng Tư nằm ở tây nam của Hồ Bắc. Tùng Tư có diện tích 2235 km². Tổng cộng có 235.000 hộ sống ở đây với dân số năm 2002 là 870.000 người, trong đó dân số sống bằng nghề nông là 684.000 người. Thành phố được chia thành các đơn vị hành chính gồm nhai đạo, trấn và hương.